# Bruno Gagliasso
Bruno Gagliasso Marques, bardziej znany jako Bruno Gagliasso (ur. 13 kwietnia 1982 w Rio de Janeiro, w stanie Rio de Janeiro) – brazylijski aktor i producent teatralny, filmowy i telewizyjny.

## Życiorys
Rozpoczął karierę jako ośmioletnie dziecko w telenoweli Rede Globo. W 1999 r. uczestniczył w jednym z odcinków programu Rede Globo Ty rozstrzygniesz (Você Decide) - pt. Święty jest gejem! (Papai é Gay). W następnym roku
pojawił się w epizodzie Malhação (Centrum). Następnie przeniósł się do telenoweli Sistema Brasileiro de Televisão (SBT) Chiquititas. Zagrał także w teatrze m.in. w sztukach Niekiedy Van Gogh (Um Certo Van Gogh) i Gdzie teraz jesteś? (Onde Está Você Agora?).

## Wybrana filmografia

### Seriale TV
- 1990: Wynajem brzucha (Barriga de Aluguel) jako syn doktora Barroso
- 1999: Ty rozstrzygniesz (Você Decide) jako Renato
- 1999: Kobieta (Mulher) jako Léo
- 2000: Malhação (Centrum) jako Student pierwszego roku
- 2000: Chiquititas jako Rodrigo Bragança D'Ávila
- 2001: Córki matki (As Filhas da Mãe) jako José Carlos Rocha
- 2002: Malhação (Centrum) jako Diego
- 2002: Życzenia kobiety (Desejos de Mulher) jako Saulo de Gog
- 2002: Żółta strona dzięcioła (Sítio do Picapau Amarelo) jako Romildo
- 2003: Dom siedmiu kobiet (A Casa das Sete Mulheres) jako Caetano
- 2003: Sława (Celebridade) jako Inácio Vasconcelos Amorim
- 2005: Ameryka (América) jako Roberto Sinval Villa Nova Júnior
- 2006: Dziewczyna Sinhy (Sinhá Moça) jako Ricardo Garcia Fontes
- 2006: Prezent (Dom) jako Théo
- 2007: Duszny raj (Paraíso Tropical) jako Ivan Corrêa
- 2008: Sito kamienne (Ciranda de Pedra) jako Eduardo Ribeiro
- 2008: Odcinek specjalny (Episódio Especial) jako Bruno Gagliasso
- 2009: Droga do Indii (Caminho das Índias) jako Tarso Cadore
- 2010: Passione jako Berillo Rondelli
- 2011: Cordel Encantado jako Timóteo Cabral
- 2012: 220 V (220 Volts) jako Bruno Gagliasso
- 2012: Brazylijskie (As Brasileiras) jako Zé Sereno
- 2013: Joia Rara jako Franz Hauser
- 2014: Pokojowa tożsamość (Dupla Identidade) jako Eduardo Borges (Edu)
- 2015: Babilon (Babilônia) jako Murilo

### Filmy fabularne
- 2002: Głosy prawdy (As Vozes da Verdade) jako Lucas
- 2005: Zebra z klasą (Deu Zebra) jako Zebra Pasiasta (głos w wersji brazylijskiej)
- 2012: DES. jako Klaus
- 2013: Dogoni (Mato sem Cachorro) jako Déco
- 2013: Odizolowany (Isolados) jako Lauro